# Ахунд Абутураб
Ахунд Абутураб (полное имя: Мирза Абу Тураб Ахундзаде (азерб. Mirzə Əbu Turab Axundzadə); 1817, Амирджан — 1910, Амирджан, Бакинская губерния) — азербайджанский учёный-богослов, публицист, просветитель. Родился в 1817 году в бакинском селении Амирджан. Первое образование получил в Баку, в медресе Мирзы Хасиба Кудси. Позже окончил высшую духовную школу в Медине, знал арабский, персидский, турецкий, русский языки. Выступал с многочисленными статьями на страницах азербайджанских газет и журналов, являлся автором книг по истории и философии религии. Был сторонником прогрессивных начинаний в области образования и был близко знаком с Гаджи Зейналабдином Тагиевым. Отдал свою дочь в Бакинскую мусульманскую женскую школу, что вызвало гнев и недовольство верующих. 
По заказу Муртузы Мухтарова над могилой Мирзы Абу Тураба Ахундзады было воздвигнуто тюрбе по проекту Иосифа Плошко. Оно расположено в посёлке Мардакян на кладбище Пир Гасан. Гаджи Зейналабдин Тагиев похоронен рядом и по преданию он завещал похоронить себя у ног Абутураба.